# Flight Deck (Kings Island)
The Bat, voorheen Flight Deck, daarvoor Top Gun, is een hangende achtbaan in het Amerikaanse attractiepark Kings Island.

## Geschiedenis
Top Gun was de tweede poging van Kings Island om een goed werkende hangende achtbaan in het park te laten bouwen. In 1981 werd de originele Bat geopend, die na aanhoudende problemen in 1983 werd gesloten en in 1985 werd afgebroken.
De nieuwe hangende achtbaan werd officieel geopend in 1993 onder de naam Top Gun. De achtbaanrails van de baan zijn meer gebogen, in tegenstelling tot die van de originele Bat waardoor de baan geen aanhoudende problemen bezat. Deze achtbaan was de laatste hangende achtbaan die werd gebouwd door Arrow Dynamics.
De naam Top Gun werd behouden totdat Cedar Fair Entertainment Company het park aankocht. De naamsverandering was nodig omdat Paramount Pictures (de vorige eigenaar van het park) de rechten van de film Top Gun had. Vanaf 2008 heette de attractie Flight Deck. Het station was gethematiseerd als vliegdekschip en is ontworpen door John DeCuir. 
In 2014 werd de achtbaan in de originele Bat kleuren geschilderd. De naam Flight Deck werd ingeruild voor The Bat.

## Ritverloop
De achtbaan is vrij uniek, omdat deze Arrow Dynamics hangende achtbaan slechts één optakeling heeft (alleen Vortex in Canada's Wonderland heeft ook slechts één optakeling, terwijl alle andere hangende achtbanen twee optakelingen hebben).
Tijdens de rit worden karretjes van kant naar kant gezwiept wanneer de trein door de bochten rijdt en raken de gondels op een haar na de decoraties aan die naast de baan liggen.

### Baanontwerp
De rit begint met een 24 meter hoge ketting optakeling. Op het hoogste punt maakt de achtbaan een kleine afdaling, waarna een 180 graden afdaling naar rechts wordt gemaakt. De trein rijdt na de eerste afdaling, in een vallei, waarbij de achtbaan een sterke draai naar rechts maakt gevolgd door een overhellende hoefijzerbocht. De trein maakt een duik en passeert het pad bij de uitgang.
De tweede helft van de rit wordt de trein door een serie van overhellende bochten van kant naar kant geslingerd. Op het verste punt maakt de trein een snelle bocht, om terug te keren naar het station. Op dit punt, wordt er een illusie gecreëerd dat de trein zal botsen met de inmiddels gesloopte achtbaan Son of Beast. Na deze bocht zijn er nog een aantal kleine overhellende bochten, voordat de trein bij de remmen aankomt en terug het station inrijdt.

## Galerij

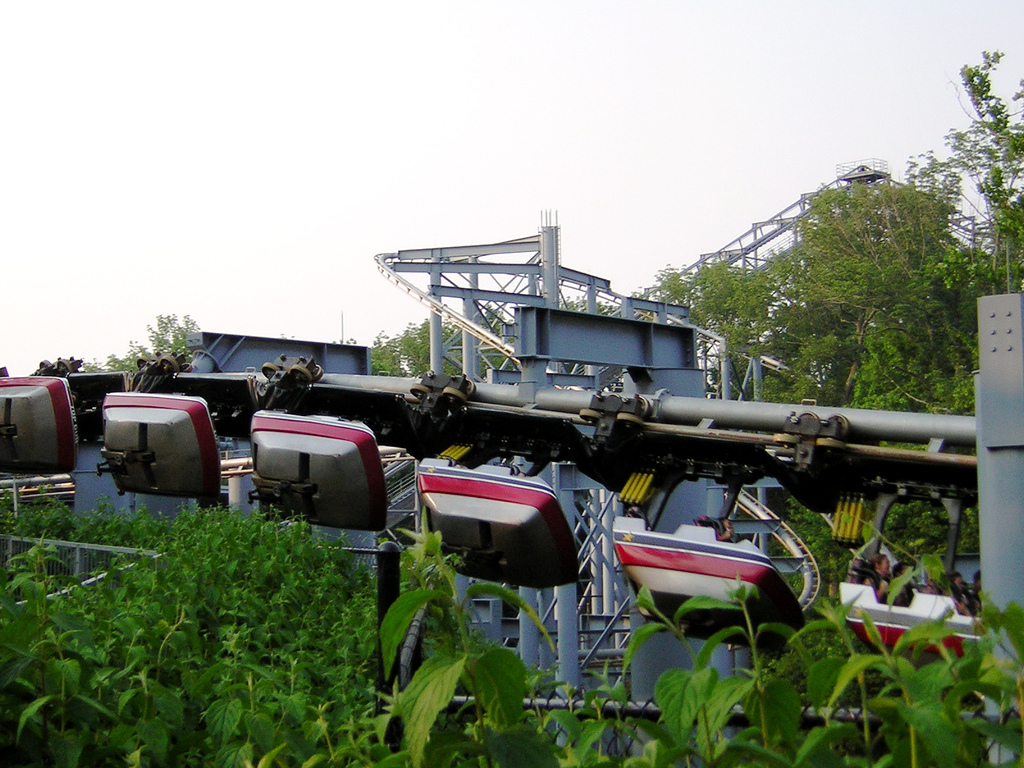
Top Gun
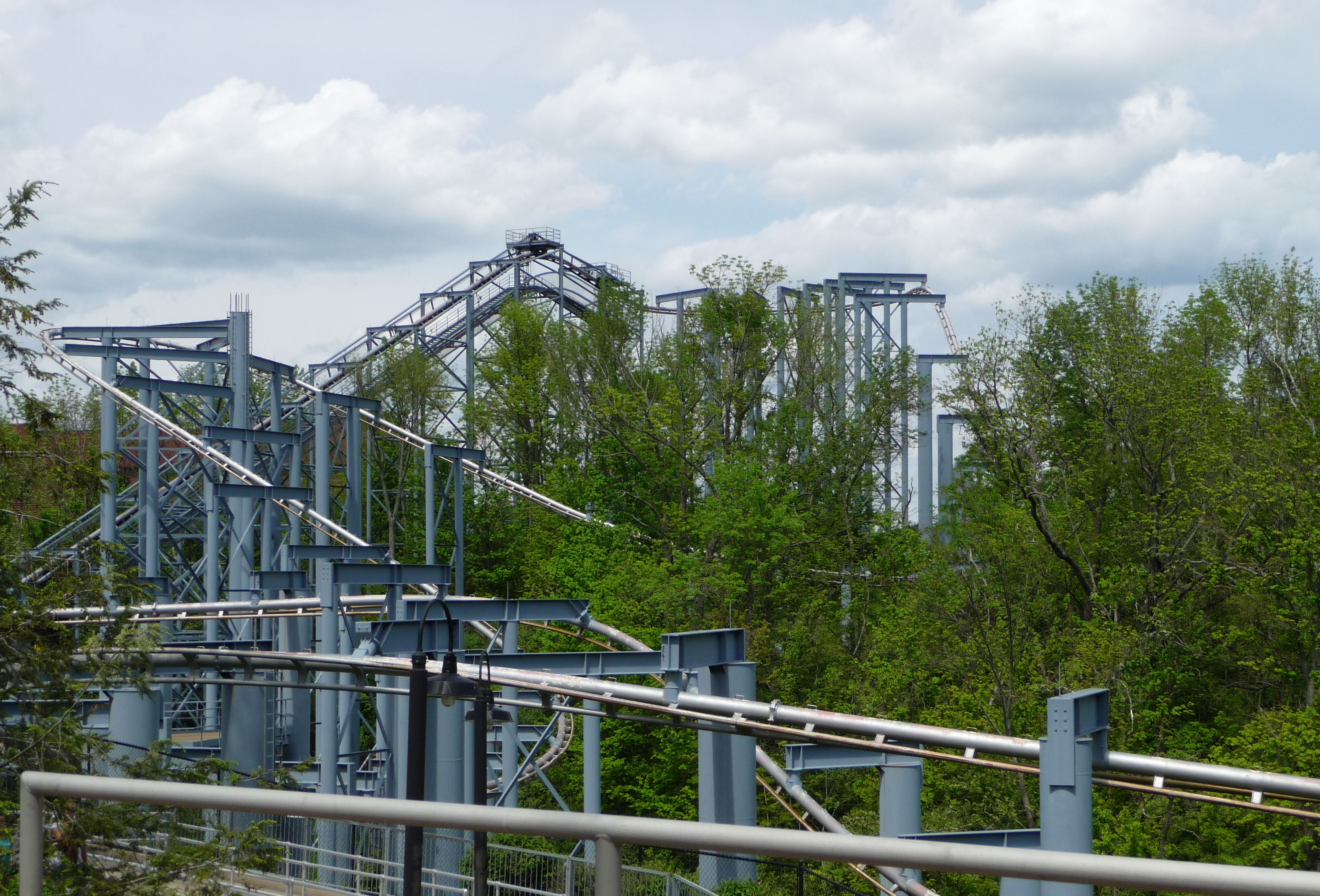
Flight Deck
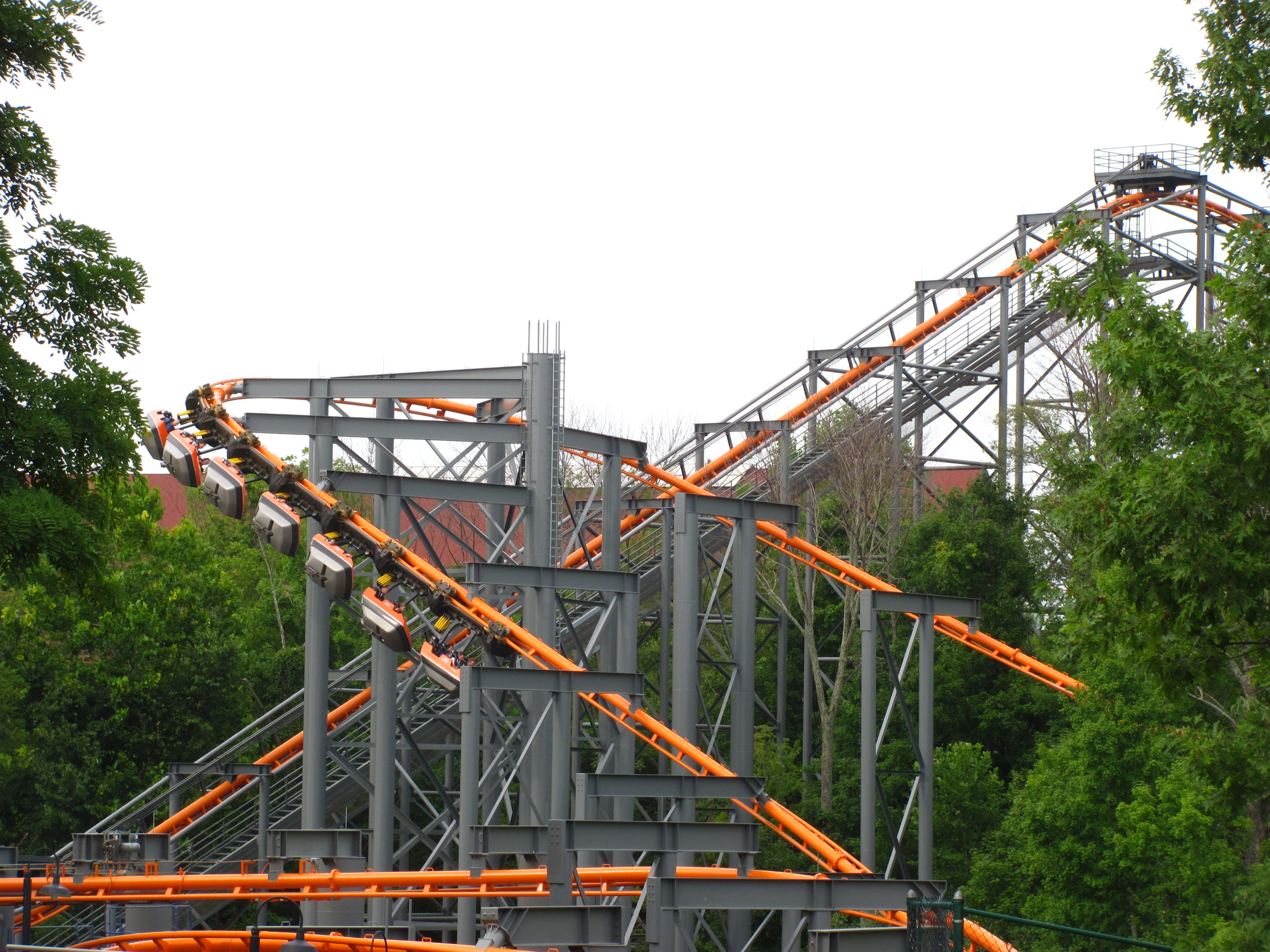
The Bat
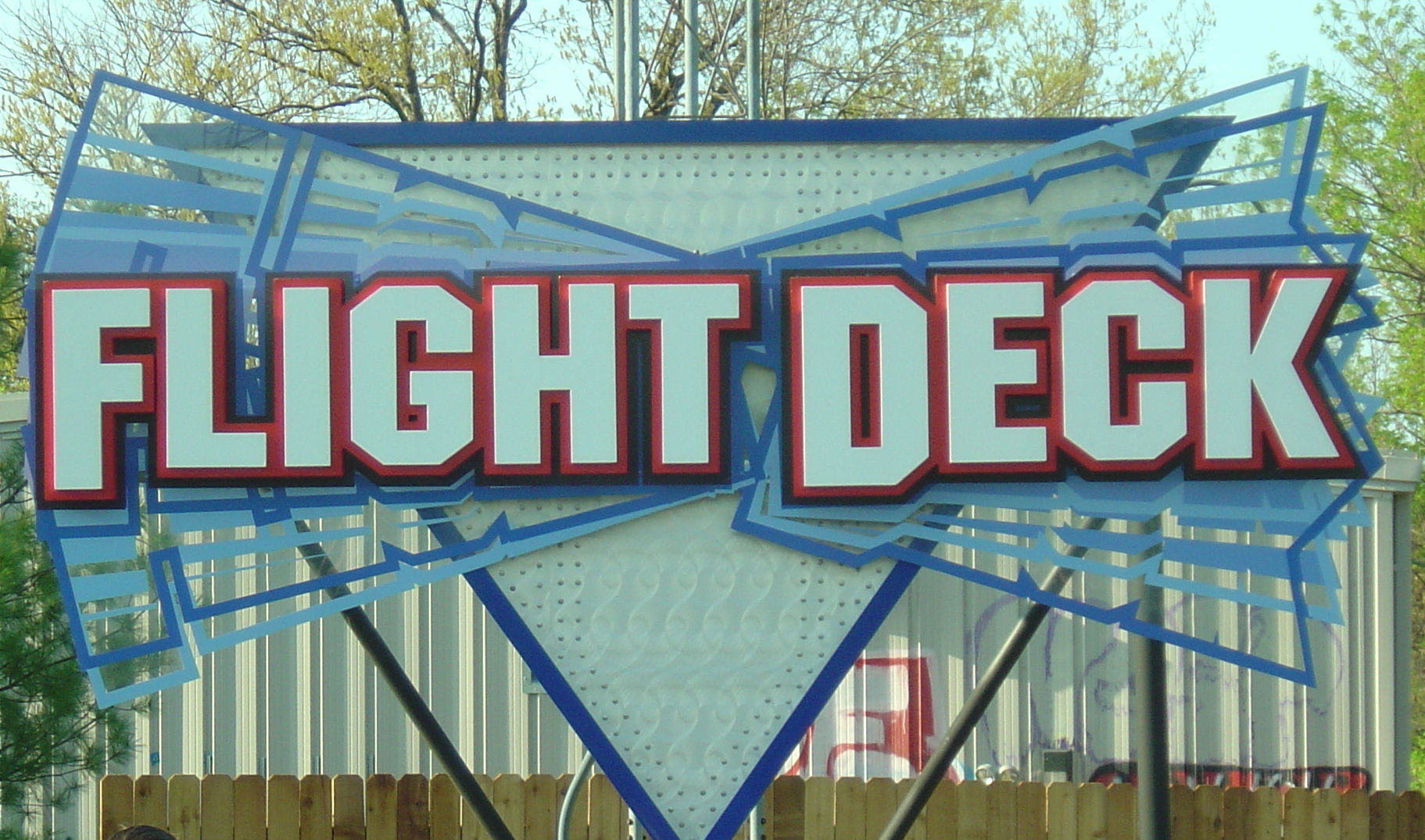
Naambord Flight Deck

Huidig: 
Adventure Express ·
Backlot Stunt Coaster ·
Banshee ·
The Bat ·
Diamondback ·
Flight of Fear ·
Great Pumpkin Coaster ·
Invertigo ·
Mystic Timbers ·
Orion ·
Snoopy's Soap Box Racers ·
The Beast ·
The Racer · 
Woodstock Express ·
Woodstock’s Air Rail
Verdwenen: 
Bat ·
Bavarian Beetle ·
Demon ·
Firehawk ·
King Cobra ·
Scooby's Ghoster Coaster ·
Son of Beast ·
Vortex